# Naturbahnrodel-Europameisterschaft 2024
Die 30. Naturbahnrodel-Europameisterschaft der Fédération Internationale de Luge de Course (FIL) fand am 3. und 4. Februar 2024 in Jaufental statt. Die Einsitzer-Wettkämpfe wurden in zwei, jene der Doppelsitzer in ein Wertungslauf ausgetragen. Europameister bei den Einsitzer der Männer wurde Patrick Pigneter aus Italien und im Doppelsitzer die Österreicher Maximilian Pichler und Nico Edlinger.  Evelin Lanthaler aus Italien konnte ihren Europameistertitel von 2022 verteidigen.

## Einsitzer Herren
| Platz | Name             | Zeit (min) |
| ----- | ---------------- | ---------- |
| 01    | Patrick Pigneter | 1:46,42    |
| 02    | Michael Scheikl  | 1:46,59    |
| 03    | Fabian Brunner   | 1:46,60    |
| 04    | Daniel Gruber    | 1:47,49    |
| 05    | Florian Clara    | 1:47,65    |
| 06    | Miguel Brugger   | 1:47,79    |
| 07    | Gabriel Halcin   | 1:47,96    |
| 08    | Stefan Federer   | 1:48,01    |
| 09    | Vid Kralj        | 1:48,34    |
| 10    | Florian Markt    | 1:48,39    |

Datum: 4. Februar 2024

Es waren 28 Teilnehmer am Start.

## Einsitzer Damen
| Platz | Name              | Zeit (min) |
| ----- | ----------------- | ---------- |
| 01    | Evelin Lanthaler  | 1:46,67    |
| 02    | Riccarda Ruetz    | 1:49,03    |
| 03    | Jenny Castiglioni | 1:49,24    |
| 04    | Nadine Staffler   | 1:49,57    |
| 05    | Tina Unterberger  | 1:49,59    |
| 06    | Hannah Nagele     | 1:50,03    |
| 07    | Tina Stuffer      | 1:50,05    |
| 08    | Lisa Walch        | 1:50,08    |
| 09    | Sarah Schiller    | 1:51,32    |
| 10    | Naomi Thöni       | 1:51,58    |

Datum: 4. Februar 2024

Es waren 15 Teilnehmerinnen am Start.

## Doppelsitzer
| Platz | Name                                       | Zeit (min) |
| ----- | ------------------------------------------ | ---------- |
| 01    | ÖsterreichMaximilian Pichler Nico Edlinger | 0:58,00    |
| 02    | ItalienMatthias Lambacher Peter Lambacher  | 0:58,20    |
| 03    | ItalienTobias Paur Andreas Hofer           | 0:58,88    |
| 04    | ItalienPeter Neupauer Dominik Neupauer     | 0:59,76    |
| 05    | DeutschlandBine Mekina Simon Dietz         | 1:00,15    |
| 06    | TschechienTomas Hasek David Rydl           | 1:02,21    |
| 07    | PolenKonrad Plonka Nikolas Dawidowski      | 1:07,38    |
| 08    | PolenWojciech Kwiecinski Patryk Hudy       | 1:07,46    |

Datum: 3. Februar 2024

## Teamwettbewerb
| Platz | Name                                     | Zeit (min) |
| ----- | ---------------------------------------- | ---------- |
| 1     | ItalienEvelin Lanthaler Patrick Pigneter | 1:51,70    |
| 2     | ÖsterreichRiccarda Ruetz Michael Scheikl | 1:53,63    |
| 3     | DeutschlandLisa Walch Bine Mekina        | 1:54,48    |
| 4     | SchweizSeline Wyss Stefan Federer        | 1:59,24    |

Datum: 4. Februar 2024

## Medaillenspiegel
| Platz | Land        | Gold | Silber | Bronze | Gesamt |
| ----- | ----------- | ---- | ------ | ------ | ------ |
| 1.    | Italien     | 3    | 1      | 3      | 7      |
| 2.    | Österreich  | 1    | 3      | 0      | 4      |
| 3.    | Deutschland | 0    | 0      | 1      | 1      |